# Rondboogvenster

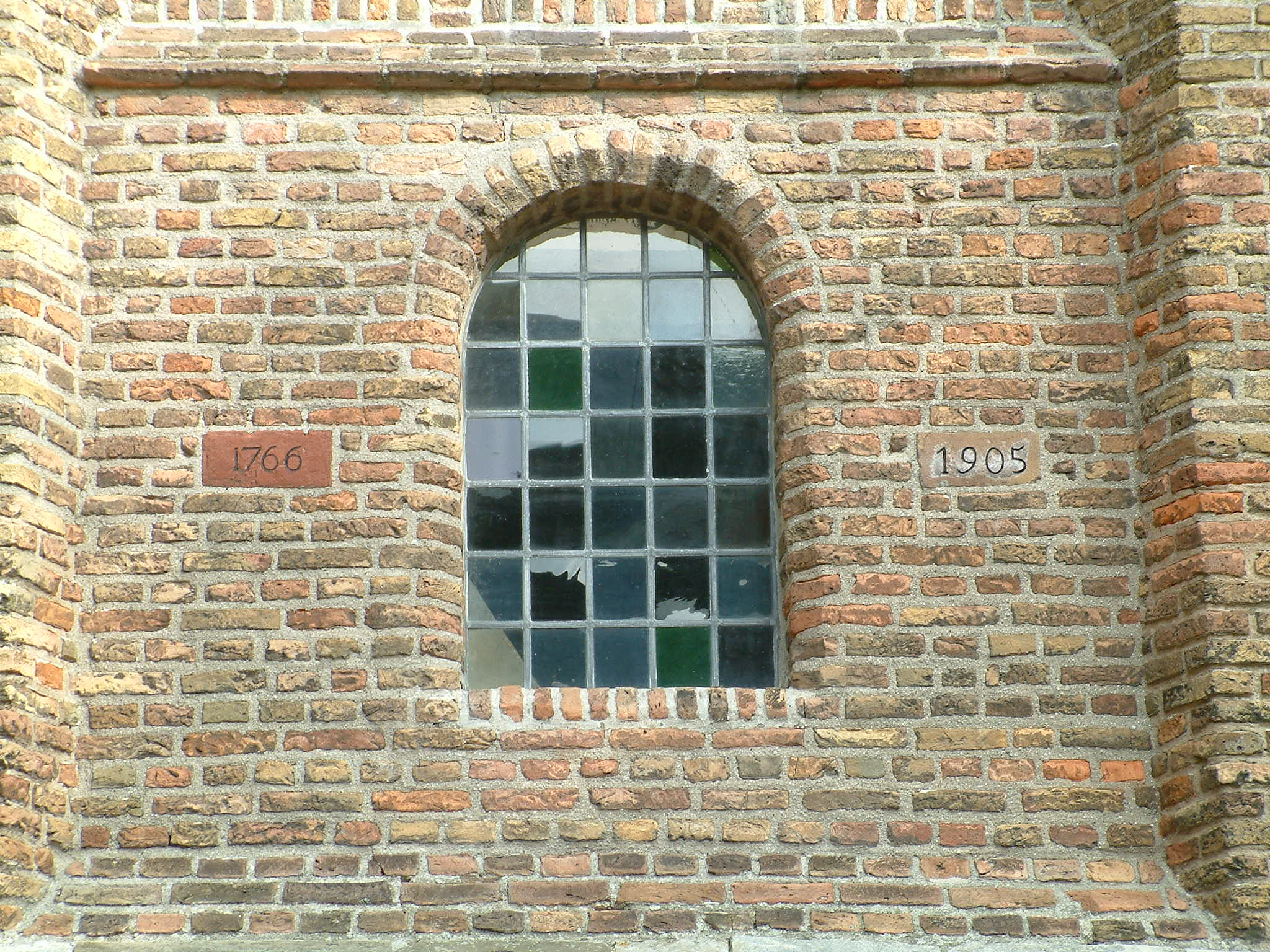
Een eenvoudig rondboogvenster

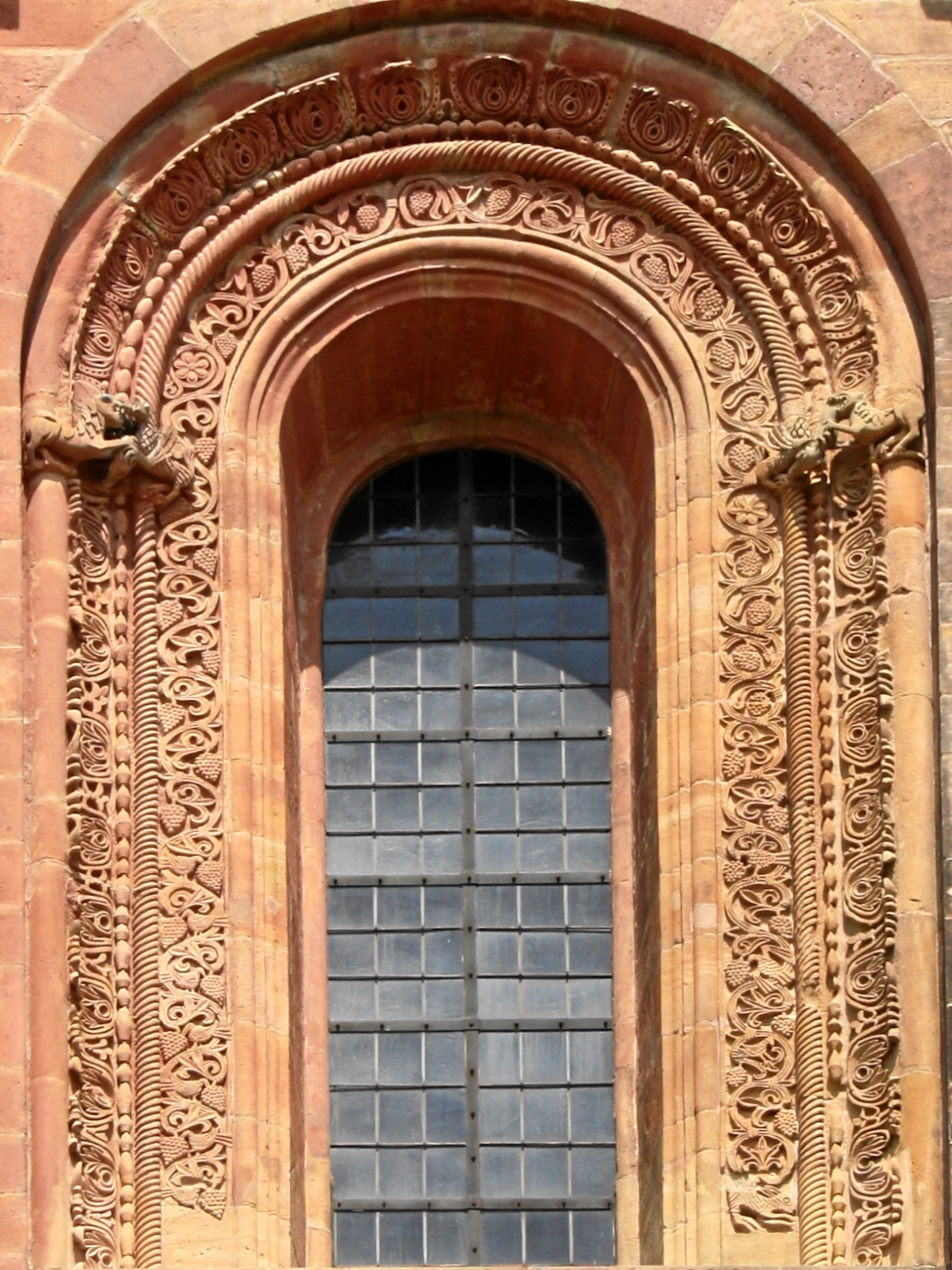
Een rondboogvenster met omlijsting

Rondboogvensters zijn  vensters waarvan de vensteropeningen door een rondboog worden bekroond.
De rondboog als overspanning werd in de oudheid en de middeleeuwen veel toegepast omdat de muren massief waren, en daardoor een hoog eigen gewicht als gevolg van de bovenliggende bouwdelen moesten dragen. De ronde boog verdeelt de druk rond de vensteropening.
Rondboogvensters zijn kenmerkend voor de romaanse architectuur, maar zijn ook daarvoor en daarna veelvuldig toegepast.